# Marshall Flinkman
Marshall Flinkman er en fiktiv person i Alias, spillet af Kevin Weissman. Flinkman er teknisk interesseret og kompetent, nørdet type, der supplerer Sydney og hendes kollegaer med udstyr, oplysninger og teknisk assistance.